# Gangor
Gangor è un film del 2010, diretto da Italo Spinelli.
Il film, tratto dal racconto Choli ke peeche della scrittrice indiana Mahasweta Devi, è stato girato nel distretto di Purulia e a Kolkata, nel Bengala Occidentale.

## Distribuzione
Presentato in anteprima al Festival internazionale del film di Roma 2010.